# Murcia zászlaja
Murcia spanyol autonóm közösség zászlaja sötétvörös (úgynevezett „cartagenai vörös”) színű, fektetett téglalap alakú zászló, bal felső részén négy darab arany színű vár, jobb alsó részén hét darab arany színű korona látható. A hét korona (amelyek egyébként is a tartománypont, Murcia fő jelképei) az egykori Murciai Királyság Kasztília és Leónhoz, később Spanyolországhoz való hűségét jelképezik, míg a várak a Murciai Királyság határvidéki jellegére utalnak.
A demokratikus átmenet után, 1978-ban a Regionális Tanács első elnöke, Antonio Pérez Crespo létrehozott egy bizottságot azzal a céllal, hogy alkossák meg Murcia jövőbeli zászlaját. A bizottság tagja volt Juan Torres Fontes és José María Jover történész, valamint Ricardo de la Ciervay Hoces és Antonio López Pina szenátor. Végül az új zászlót 1979. március 26-án fogadták el, és május 5-én vonták fel először nyilvánosan, méghozzá a Murciai Regionális Tanács épületének egyik erkélyén.

## Az előző zászló

Murcia előző zászlaja

A jelenlegit megelőző zászló 1820-tól 1982-ig volt használatban. Ez kobaltkék alapszínű volt, és egy koronás címer jelent meg a közepén. A kék szín onnan származott, hogy ez volt a 19. század eleji függetlenségi háborúban harcoló 10. regionális zászlóalj színe. A címerpajzs kilenc kis jelképből volt összerakva: az első sorban (a szemlélő számára balról jobbra) Caravaca, Cartagena és Cieza, a második sorban Lorca, Murcia és Mula, míg a harmadik sorban Aledo, La Unión és Yecla címerének központi elemei jelennek meg.